# Smithiantha
Genre
Smithiantha est un genre de plantes à fleurs de la famille des Gesneriaceae. Il comprend quatre espèces, dont Smithiantha cinnabarina. Il est endémique du sud du Mexique, particulièrement de l'État d'Oaxaca.